# ناحیه کیمی-تورنیو
ناحیه کیمی-تورنیو زیرمجموعه‌ای از لاپلند فنلاند و از سال ۲۰۰۹ یکی ازناحیه‌ها در فنلاند است.

## شهرداری‌ها
| نشان ملی          | شهرداری          |
| ----------------- | ---------------- |
| Kemin vaakuna     | کیمی (شهر)       |
| Keminmaan vaakuna | کمینما (شهرداری) |
| Simon vaakuna     | سیمو (شهرداری)   |
| Tervolan vaakuna  | ترولا (شهرداری)  |
| Tornion vaakuna   | تورنیو (شهرداری) |